# Immermannstraße (Düsseldorf)
Die Immermannstraße, japanisch インマーマン通り inmāman dōri, ist eine Hauptverkehrsachse in Düsseldorf-Stadtmitte. Sie bildet das wirtschaftliche Zentrum der Japaner in Düsseldorf und ihrer Japantown. Benannt ist sie nach dem deutschen Dramatiker Karl Immermann, der von 1827 bis 1840 als Landgerichtsrat in Düsseldorf tätig war und als Leiter des Stadttheaters in den Jahren 1834 bis 1837 die Immermann’sche Musterbühne entwickelte.

## Geschichte

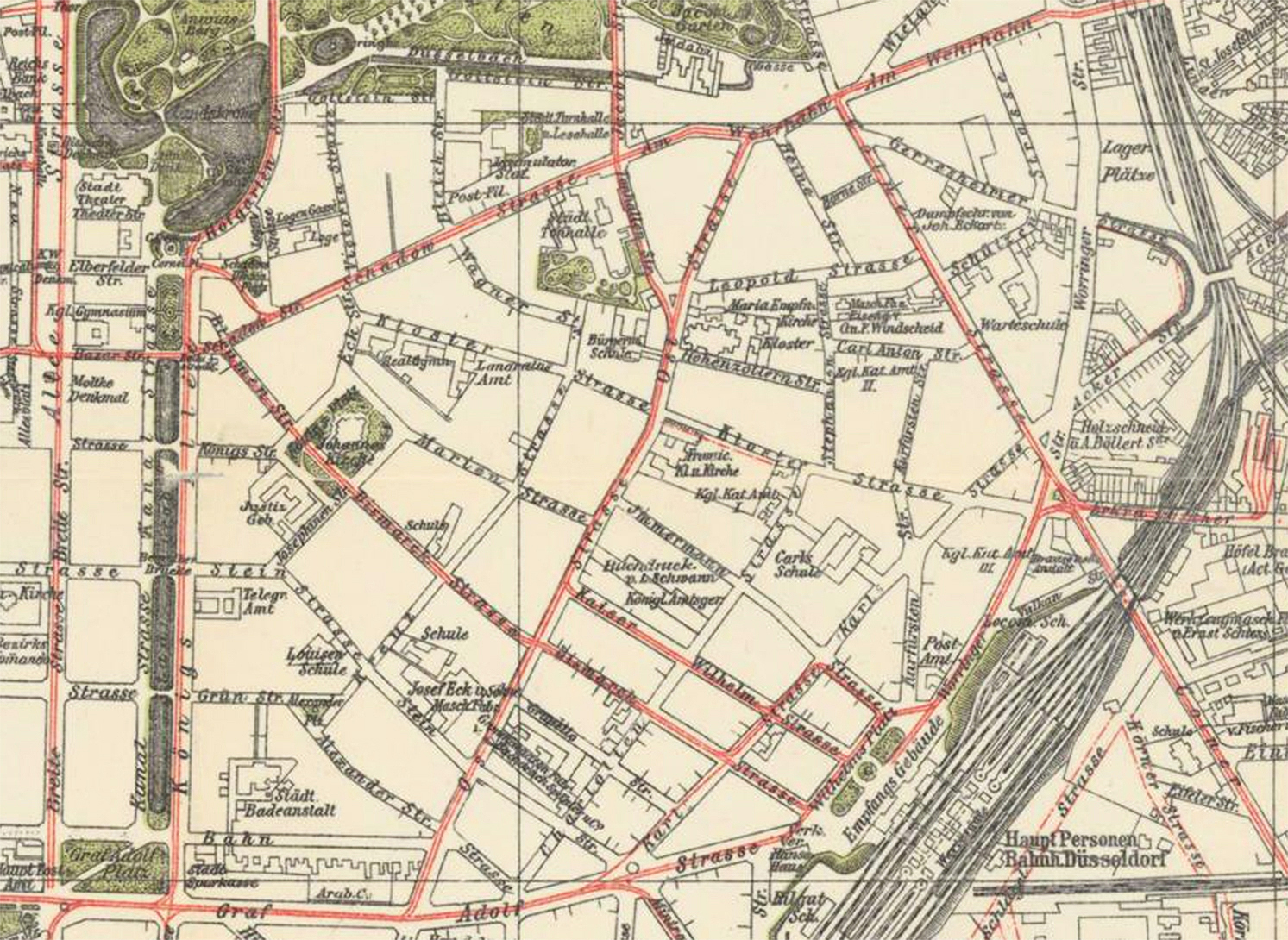
Immermannstraße auf einem Stadtplan von 1905

Die Immermannstraße entstand im 19. Jahrhundert zunächst als schmale Wohnstraße. Sie verlief vom Wilhelmplatz im Südosten bis zur Oststraße im Nordwesten. Zu ihren Bewohnern zählten insbesondere viele Künstler, so Maler der Düsseldorfer Schule wie Hans Bachmann, Nikolaus und Rudolf Barthelmess, Fritz Beinke, Carl Bertling, Carl Böker, Joseph Niklaus Bütler, Alfred Chavannes, Fritz Ebel, Heinrich Ewers, Carl Ludwig Fahrbach, Eduard von Gebhardt, Julius Geertz, Bertha von Grab, Benno und Friedrich Hiddemann, Friedrich Adolph Hornemann, Carl Irmer, Anna Jaeger, Carl und Julius Jungheim, Joseph Kehren d. Ä., Joseph Kehren d. J., Julo Levin, Sophie Meyer, Heinrich Modersohn, Johann Wilhelm Preyer, Laurenz Schäfer, Karl Schwesig, Christian Sell d. Ä., Christian Sell d. J., Carl Maria Seyppel, Adam Siepen, Max Volkhart und Juliette Wagner, auch Schriftsteller wie Hanns Heinz Ewers und Maria aus’m Weerth und Musiker wie Günther Bartel.
Nach dem Zweiten Weltkrieg, in dessen Verlauf ihre historische Bebauung durch Luftangriffe schwere Zerstörungen erlitt, wurde sie wieder aufgebaut, allerdings als innerstädtische Magistrale zwischen der neugeschaffenen Berliner Allee und dem Konrad-Adenauer-Platz (Bahnhofsvorplatz des Hauptbahnhofs Düsseldorf). Nach dem Leitbild der autogerechten Stadt sollte die Verbreiterung ihres Querschnitts und ihre Verlängerung bis zur Berliner Allee einen „Durchbruch“ schaffen, um zwischen dem damals neuen Verkehrsknotenpunkt Jan-Wellem-Platz und dem Hauptbahnhof vor allem dem motorisierten Verkehr mehr Fläche zu bieten. Als solchermaßen umgestaltete und neu bebaute Straße veranschaulicht sie heute noch die Nachkriegsmoderne, den Städte- und Verkehrsbau in der Periode des Wiederaufbaus sowie die Architektur der 1950er Jahre in Düsseldorf.
In den frühen 1950er Jahren wollte der Modeunternehmer Max Goldberg auf einem Grundstück zwischen Marienstraße und Immermannstraße einen über 30-geschossigen „Wolkenkratzer der Modeindustrie“ errichten. Dieses Projekt scheiterte 1952. Jedoch errichtete man am nordwestlichen Ende der Immermannstraße als städtebauliche Dominante bis 1957 das Hochhaus der Industrie- und Handelskammer Düsseldorf. 1961/1962 entstand davor eine der Auffahrten zur Autohochstraße Tausendfüßler. Nach Abriss des Tausendfüßlers befindet sich heute dort die 2015 eröffnete Abfahrt zum Kö-Bogen-Tunnel mit der Unterquerung der Schadowstraße. Eine weitere städtebauliche Dominante wurde das 1954 bis 1956 an der Kreuzung Charlottenstraße erbaute Dommelhaus (Immermann-Tower). An der Kreuzung der Oststraße entstand 1955 der 2017 abgerissene Neubau der Franziskaner-Klosterkirche St. Antonius nach einem Entwurf des Architekten Heinz Thoma. An deren Stelle wurde bis 2020 das Büro- und Wohnhausprojekt „Francis“ des Immobilienunternehmens Pandion verwirklicht. In den Jahren 1972 bis 1978 errichteten die Architekturbüros Hentrich-Petschnigg & Partner und Takenaka Associated Architects in modernistischer Formensprache das Deutsch-Japanische Center mit dem Hotel Nikkō (heute Clayton Hotel Düsseldorf). Aus Mitteln der Städtebauförderung des Landes Nordrhein-Westfalen begann 2016 eine Umgestaltung des Straßenraums zur Stärkung des „Boulevardcharakters“. In diesem Zuge wurden im Januar 2020 Leuchten installiert, deren Gestalt an das Origami eines Kranichs erinnert. Bis Ende 2021 waren sie großteils durch ebenfalls orangefarbene Bänke und eine hervorhebende Pflasterung ergänzt worden.
Ein besonderes Merkmal der Immermannstraße bildet die seit den 1960er Jahren entstandene Dichte an japanischen Unternehmen, Speise- und Geschäftslokalen, die diesem Bereich die Beinamen „Little Tokyo“, „Little Tokyo-on-the-Rhine“, „Nippon on the Rhine“, „Nippon am Rhein“ bzw. „Klein-Japan“ eingetragen haben und ihn als einzige Japantown in Deutschland kennzeichnen. Sie bewirkten ein ständiges Zunehmen der Fußgängerfrequenz mit zeitweiligen Menschentrauben vor den einschlägigen Geschäftslokalen. Seit Ende 2021 wird dieses Merkmal durch zusätzliche Straßenschilder in japanischer Sprache gewürdigt. Seit etwa November 2023 sind hier auch die Hinweisschilder der Abstellflächen für E-Bikes und -Roller zweisprachig.

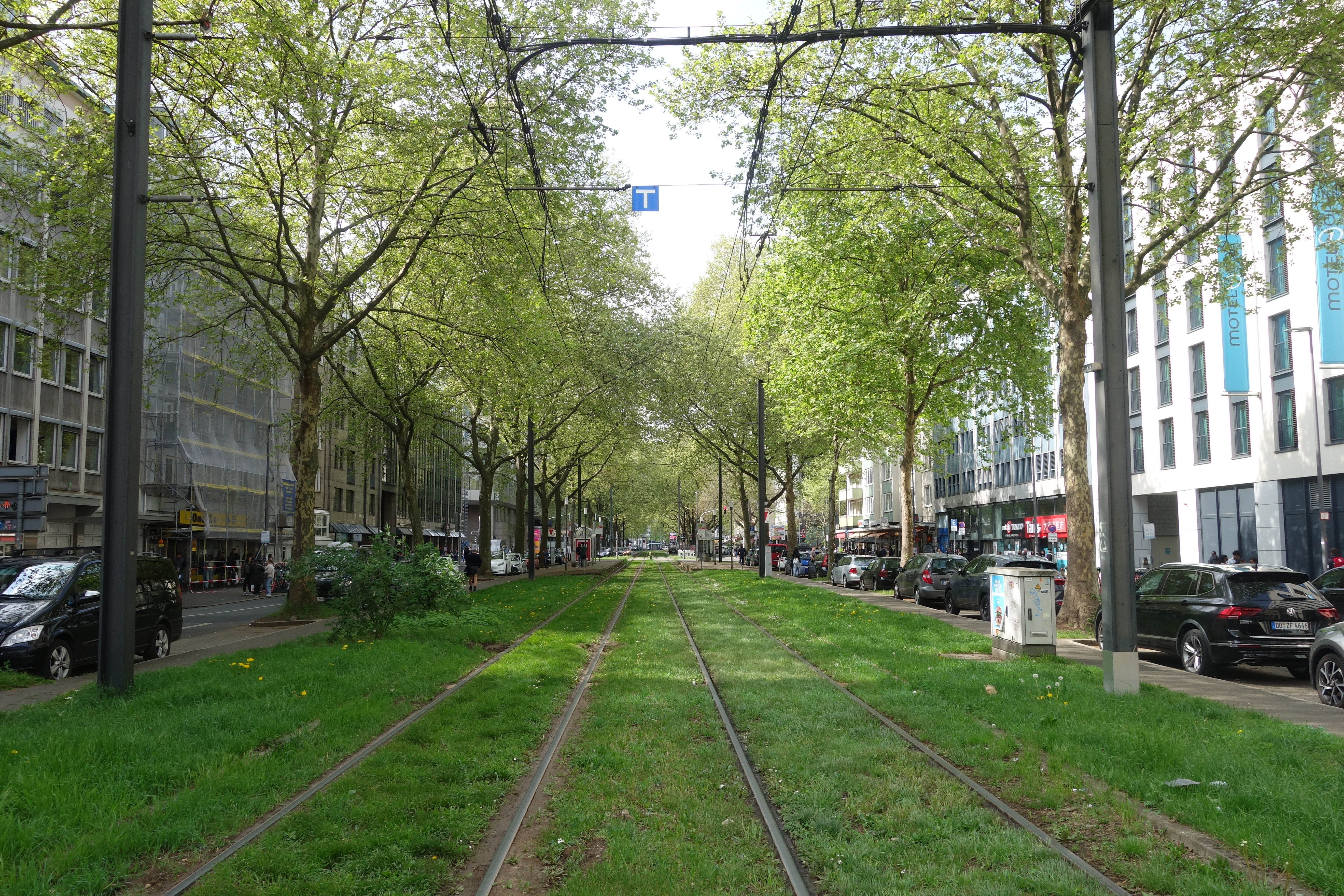
Blick vom Ende der Immermannstraße, Richtung Westen (2025)

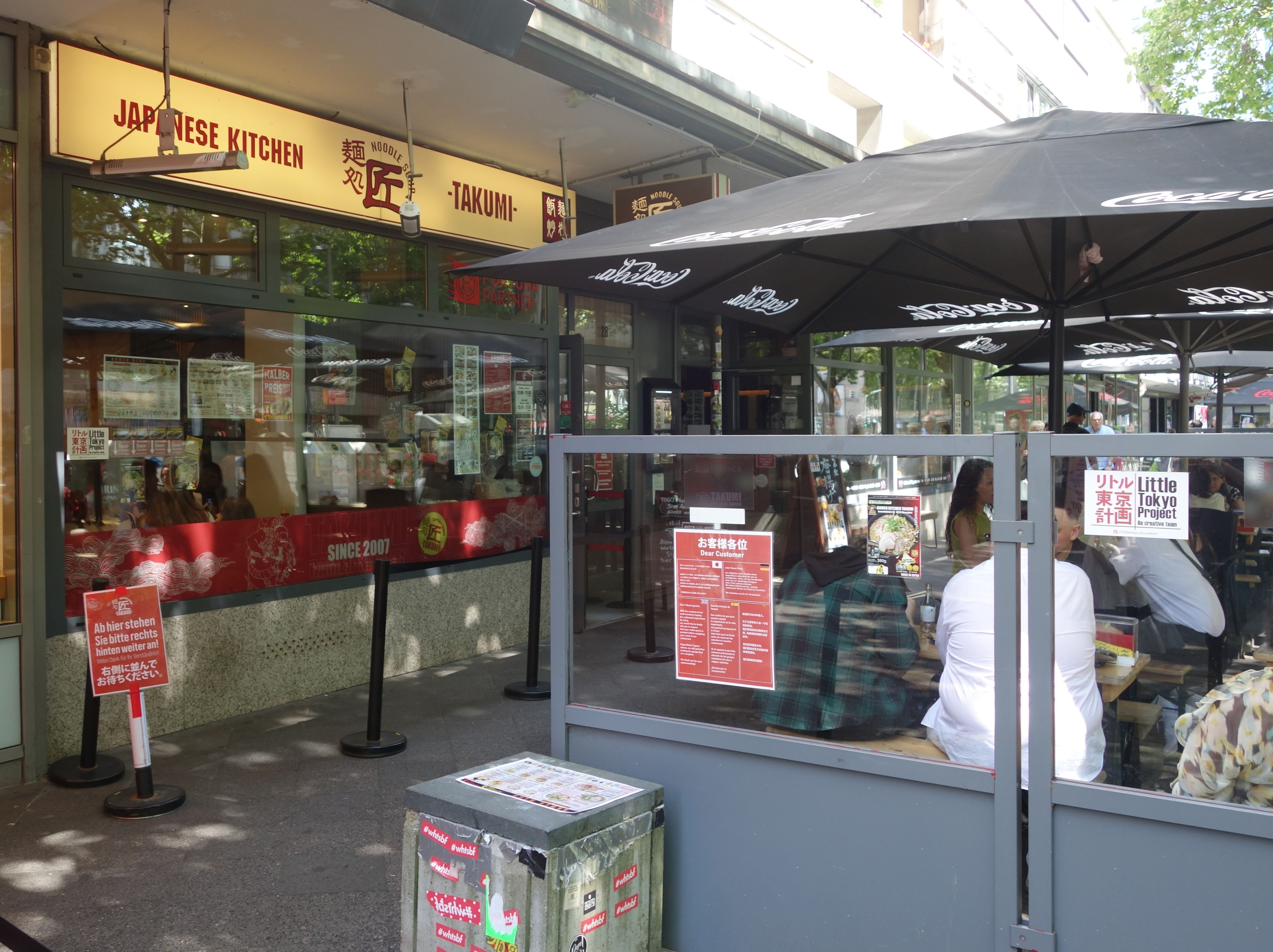
Takumi, die erste, 2007 eröffnete Ramen-Suppen-Filiale der Düsseldorfer Brickny-Gruppe (2024)
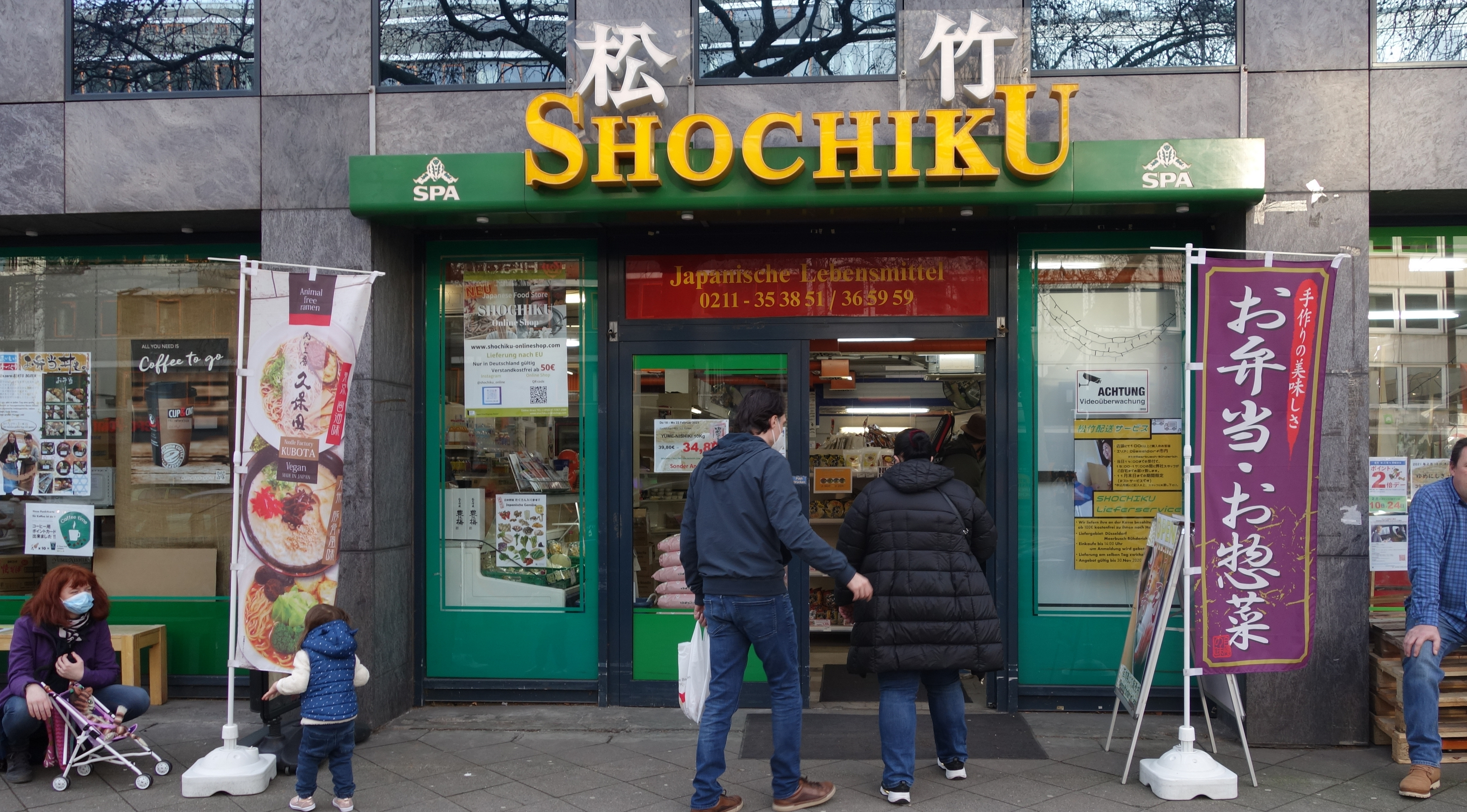
Shochiku, japanischer Supermarkt in der Immermannstraße (2021)
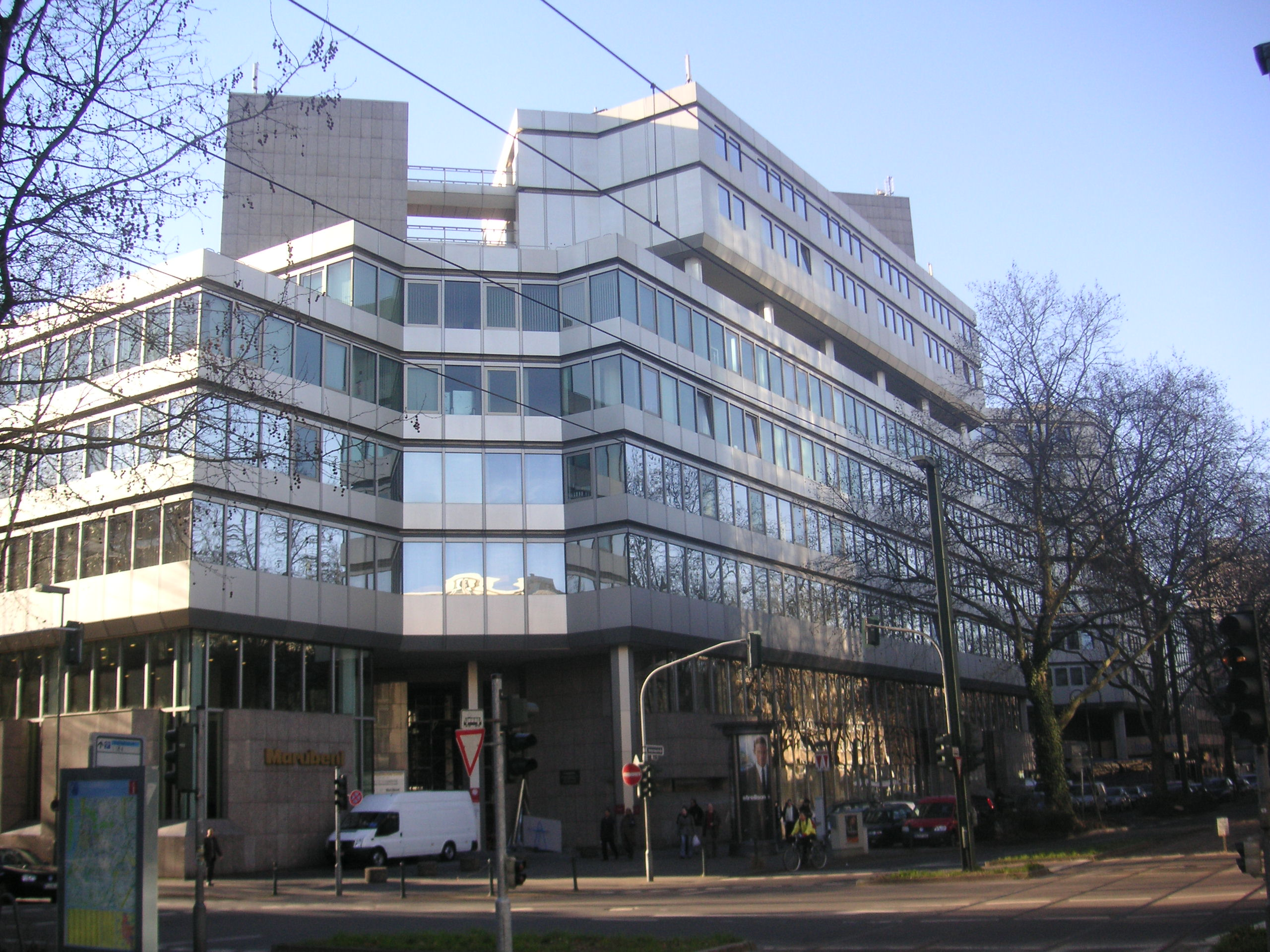
Deutsch-Japanisches Center (Clayton Hotel Düsseldorf, vormals Hotel Nikkō) (2008)
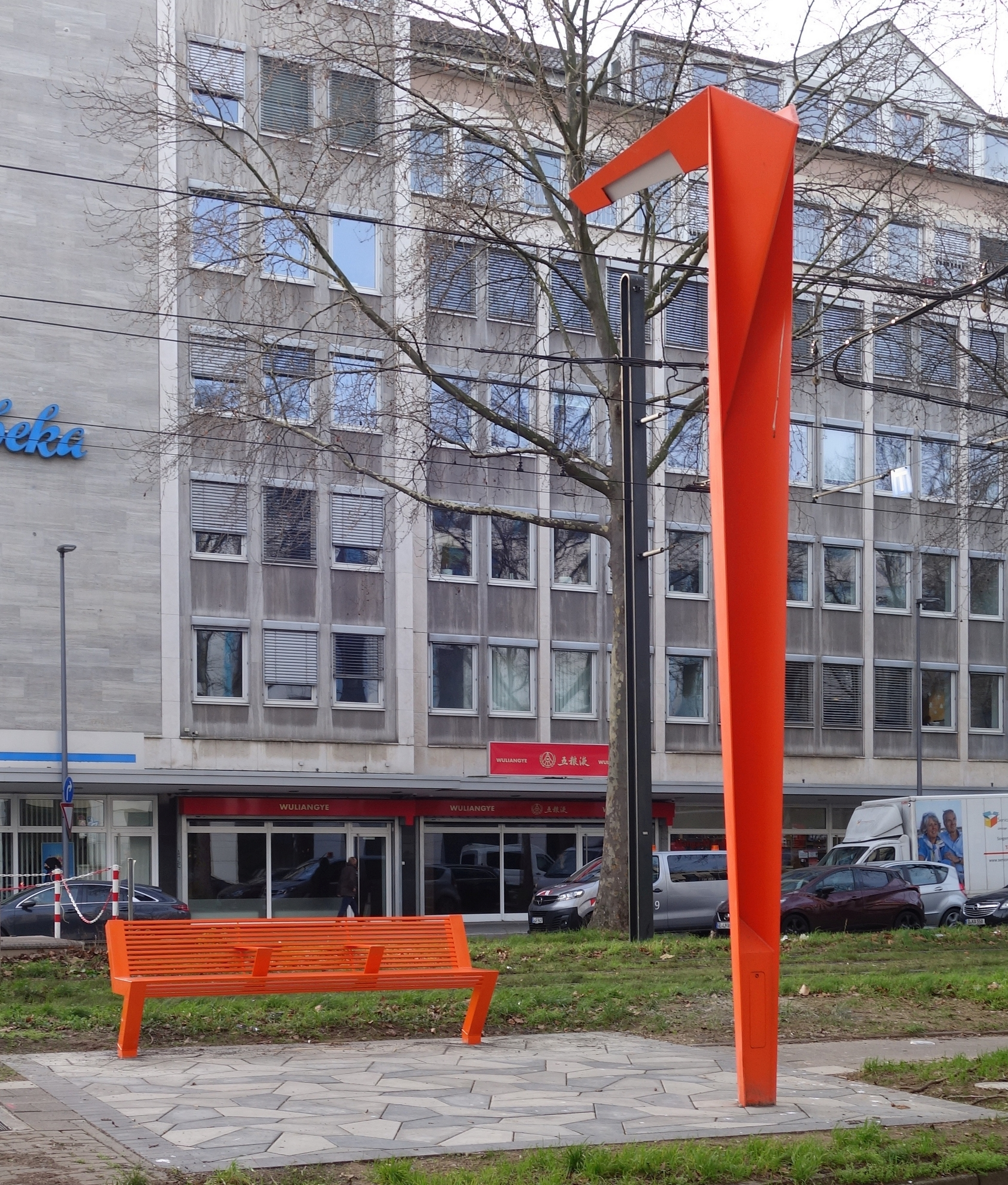
„Kranichleuchte“ (2021)
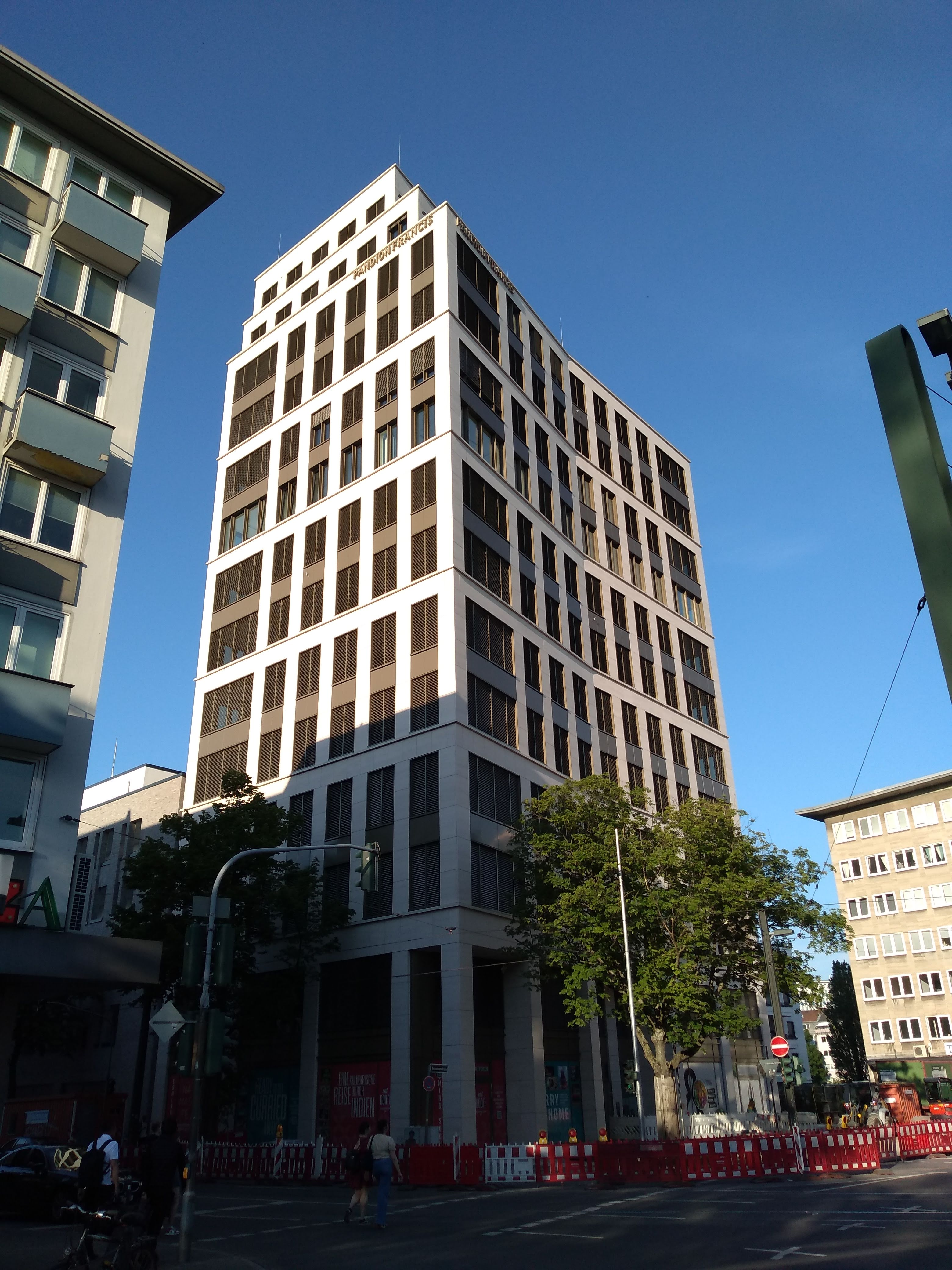
Francis, neu erbautes Bürohochhaus an der Kreuzung Oststraße (2021)

## Musik
Als Gruppe La Düsseldorf schufen der Motorik-Komponist Klaus Dinger und die vier japanischen Musiker Masaki Nakao, Miki Yui, Kazuyuki Onouchi und Satoshi Okamoto in den 2000er Jahren unter dem Titel Immermannstraße einen Song, der 2013 in dem Album „Japandorf“ veröffentlicht wurde.